# ICC KnockOut de 1998
Navigation
Édition suivante
L'ICC Knockout de 1998, officiellement Wills International Cup, est la première édition de l'ICC KnockOut (plus tard rebaptisé ICC Champions Trophy). Elle est organisée du 24 octobre au 1er novembre 1998 au Bangladesh. Neuf équipes s'affrontent au cours d'un total de huit matchs. Le trophée est remporté par l'Afrique du Sud, après sa victoire en finale contre les Indes occidentales.

## Équipes participantes
- Afrique du Sud
- Angleterre
- Australie
- Inde
- Indes occidentales
- Nouvelle-Zélande
- Pakistan
- Sri Lanka
- Zimbabwe

## Déroulement

### Match préliminaire
Un match préliminaire a opposé deux nations afin de déterminer laquelle des deux aurait accès aux quarts de finale de la compétition :
- La Nouvelle-Zélande a battu le Zimbabwe

### Tournoi final
|  | Quarts de finale   | Quarts de finale   |                    |       | Demi-finales | Demi-finales |  |  | Finale       | Finale       |
|  | Quarts de finale   | Quarts de finale   |                    |       | Demi-finales | Demi-finales |  |  | Finale       | Finale       |
|  |                    |                    |                    |       |              |              |  |  |              |              |
|  | 25 octobre         | 25 octobre         |                    |       | 30 octobre   | 30 octobre   |  |  | 1er novembre | 1er novembre |
|  | 25 octobre         | 25 octobre         |                    |       | 30 octobre   | 30 octobre   |  |  | 1er novembre | 1er novembre |
|  | Angleterre         | 281/7              |                    |       | 30 octobre   | 30 octobre   |  |  | 1er novembre | 1er novembre |
|  | Angleterre         | 281/7              |                    |       | 30 octobre   | 30 octobre   |  |  | 1er novembre | 1er novembre |
|  | Afrique du Sud     | 283/4              |                    |       | 30 octobre   | 30 octobre   |  |  | 1er novembre | 1er novembre |
|  | Afrique du Sud     | 283/4              | Afrique du Sud     | 240/7 |              |              |  |  | 1er novembre | 1er novembre |
|  | 26 octobre         |                    | Afrique du Sud     | 240/7 |              |              |  |  | 1er novembre | 1er novembre |
|  |                    | Sri Lanka          | 132                |       |              |              |  |  | 1er novembre | 1er novembre |
|  | Nouvelle-Zélande   | Sri Lanka          | 132                | 188   |              |              |  |  | 1er novembre | 1er novembre |
|  | Nouvelle-Zélande   |                    |                    | 188   |              |              |  |  | 1er novembre | 1er novembre |
|  | Sri Lanka          | 191/5              |                    |       |              |              |  |  | 1er novembre | 1er novembre |
|  | Sri Lanka          | 191/5              | Indes occidentales | 245   |              |              |  |  |              |              |
|  | 28 octobre         |                    | Indes occidentales | 245   |              |              |  |  |              |              |
|  |                    | Afrique du Sud     | 248/6              |       |              |              |  |  |              |              |
|  | Inde               | Afrique du Sud     | 248/6              | 307/8 |              |              |  |  |              |              |
|  | Inde               | 31 octobre         |                    | 307/8 |              |              |  |  |              |              |
|  | Australie          | 263                |                    |       |              |              |  |  |              |              |
|  | Australie          | 263                | Inde               | 242/6 |              |              |  |  |              |              |
|  | 29 octobre         |                    | Inde               | 242/6 |              |              |  |  |              |              |
|  |                    | Indes occidentales | 245/4              |       |              |              |  |  |              |              |
|  | Indes occidentales | Indes occidentales | 245/4              | 289/9 |              |              |  |  |              |              |
|  | Indes occidentales |                    |                    | 289/9 |              |              |  |  |              |              |
|  | Pakistan           | 259/9              |                    |       |              |              |  |  |              |              |
|  | Pakistan           | 259/9              |                    |       |              |              |  |  |              |              |